# 丁積
丁積（1446年—？），字彥誠，江西赣州府寧都縣人。匠籍。明朝政治人物。

## 生平
早年出身縣學生，江西鄉試第九十二名。成化十四年（1478年）戊戌科進士。授廣東新會縣知縣。為政以風化為本，而主于愛民。期間《朱子家禮》，擇耆老誨導百姓，提倡教育，使得民風大變，隨後出錢輸官供役、治理貪污，并痛毀淫祠。因勞疾而亡，百姓聚哭於途。

## 家族
曾祖父丁德紹。祖父丁伯高。父亲丁時學。母劉氏。永感下。